# Градецький (готель)
Готель «Градецький» — 21-поверховий готель у Чернігові. Одна з найвищих будівель міста.

## Історія
22-поверхова будівля була збудована в 1980 році, а відкрита в 1981. Проєктна організація КиївЗДНІЕП.
Активну участь в проектуванні та будівництві готелю брали участь архітектори Валентин Штолько, Алла Грачова, Олександр Кабацький, Володимир Ральченко, інженер-конструктор Володимир Слобода, будівельник Ігор Любенко — в 1984 році були удостоєні Шевченківської премії. Інтер'єри та меблі були розроблені архітектором І. Й. Каракіс.
В 1997 році готель був частково реставрований.

Готель «Градецький»

## Характеристики
- 22 поверхи: 18 житлових, 4 технічних.
- У готелі є «люкси», 1-місцеві і 2-і місцеві номери.
- Послуги в номері: ванна, душ, телевізор, холодильник.
- Додаткові послуги: аптечний кіоск, можливе проживання тварин в номері, виклик таксі, кабельне телебачення, каси, конференц-зал (на 30 місць), ксерокс, магазини, обмін валюти, обслуговування осіб з інвалідністю, парковка, салон краси, стоматологічний кабінет, факс, хімчистка.
- Більярд, боулінг, казино, нічний клуб, ресторан «Градецький» (на 250 місць).

## Джерело
- Готель «Градецький» [Архівовано 12 червня 2010 у Wayback Machine.]